# Oleg Kiseljov
Oleg Viktorovič Kiseljov (rusko Олег Викторович Киселёв), ruski rokometaš, * 11. januar 1967.
Leta 1992 je na poletnih olimpijskih igrah v Barceloni v sestavi Združene ekipe osvojil zlato olimpijsko medaljo.
Leta 1996 je z rusko reprezentanco osvojil 5. mesto.